# Köhntarkösz Anteria
Köhntarkösz Anteria (auch: K.A) ist das neunte Studioalbum der französischen Zeuhl-Band Magma. Es wurde im Jahr 2004 veröffentlicht.

## Hintergrund
Die Arbeiten an Köhntarkösz Anteria begannen bereits in den 1970er Jahren, einige musikalische Themen sind auf Liveaufzeichnungen aus dieser Zeit zu finden, wie dem 1977 erschienenen Sampler Inédits. Im Verlauf der folgenden Jahrzehnte wurde das dreiteilige Stück immer wieder verändert und erweitert.
Im Kontext des Mythos von Kobaïa, den die Band in ihrer Diskografie erzählt, ist Köhntarkösz Anteria der zweite Teil der Köhntarkösz-Trilogie, die die Alben Köhntarkösz (1974), Köhntarkösz Anteria (2004) und Ëmëhntëhtt-Rê umfasst und die Verbindung zwischen dem kobaïanischen Volk und dem alten Ägypten beschreibt. Es erzählt die Vorgeschichte des Albums Köhntarkösz und ist somit als sein Prequel anzusehen.

## Inhalt
Das Album beginnt mit choraler Lobpreisung des Protagonisten, eines modernen Archäologen, der das Grab von Ëmëhntëhtt-Rê entdeckt und dort Visionen empfängt. Die Stimmen sagen voraus, dass er einmal der Prophet Köhntarkösz sein werde, momentan jedoch noch schlafe und seinen Stellenwert in der menschlichen Rasse noch nicht erkannt habe. Der letzte Teil, ursprünglich bestehend aus den Teilen Om Zanka und Gamma Anteria, die einzeln bereits auf dem Livealbum Inédits von 1977 zu hören waren, behandelt eine Jugendvision des späteren Köhntarkösz, in der er in eine fremde Stadt reist und mit freudigen Halleluja-Rufen begrüßt wird. Man führt ihn an Ëmëhntëhtt-Rês Grab, an dem eine mysteriöse männliche Stimme ihn willkommen heißt und ihn dazu drängt, einzutreten. An dieser Stelle beginnt das Album Köhntarkösz.

## Stil und Rezeption
Köhntarkösz Anteria ist wie seine Vorgängeralben im von Christian Vanders musikalischen Vorbildern Carl Orff und John Coltrane beeinflussten Zeuhl-Stil gehalten.
Auf den Babyblauen Seiten erhielt das Album 12,8 von 15 Punkten. Udo Gerhards schrieb:

„Kompositorisch ist "K.A" recht abwechslungsreich geraten und in manchen Passagen - für Magma-Verhältnisse - geradezu fröhlich und erinnert von daher an gelegentlich Wurdah Ïtah. In ausschweifenden Wellenbewegungen wird Spannung auf und wieder abgebaut. In manchen fast jazzigen Chorharmonien haben obendrein Offering Spuren hinterlassen. Der drängend-intensive, ekstatische, repetitive, explosive, von Zeuhl-Jüngern so geliebte Magmasound (inklusive Polymetrik) hämmert nach einem langen, entspannten aber dennoch Spannung erzeugenden fliessenden Teil mit Synthesizersolo schliesslich im grandiosen Finale von "K.A III" auf den Hörer ein. Und genau dann, wenn der grosse Ohrgasmus kommen sollte, wird das Tempo zurückgeschraubt und das Album endet anders, als man nach den vorherigen ekstatischen Exzessen erwarten sollte mit einer leicht bedrohlichen Note.“

François Couture schrieb auf Allmusic:

“Because it goes beyond what Magma used to be without lessening the impact of what the music used to be, K.A. stands as one of the biggest surprises of 2004 and a must-have for fans and newcomers alike.”

„Weil es darüber hinausgeht, was Magma immer war, ohne den Einfluss dessen, was die Musik immer war, zu senken, stellt K.A eine der größten Überraschungen des Jahres 2004 und einen Pflichtkauf für Anhänger und Neuentdecker gleichermaßen dar.“

Am 14. November 2004 erreichte Köhntarkösz Anteria Platz 190 der französischen Musikcharts.

## Titelliste
1. K.A I – 11:13
2. K.A II – 15:54
3. K.A III – 21:51